# 리애나 월스먼
리애나 월스먼(Leeanna Walsman, 1979년 11월 22일 ~ )은 오스트레일리아의 배우이다.